# بروتوكول المصادقة بتحدي التصافح
في شبكات الحاسوب، بروتوكول المصادقة بتحدي التصافح (بالإنجليزية:  Challenge-Handshake Authentication Protocol اختصاراً CHAP)‏ هو بروتوكول مصادقة يستخدم من قبل جهة تقوم بالمصادقة لغرض التحقق من هوية مُستخدم أو مضيف، وُصف البروتوكول في وثيقة طلب التعليقات (RFC 1994).
يعمل البروتوكول بحسب نموذج الخادم والعميل، ويُؤمّن حمايةً من هجوم إعادة الإرسال الذي يجري عن طريق قرين يستخدم معرف متغيّر باستمرار، بالإضافة لذلك، يجب أن يتمّ تهيئة العميل والخادم بالنص الصريح لكلمة المرور، التي لا ترسل أبداً عبر الشبكة، ويتفوق بروتوكول المصادقة بتحدي التصافح بذلك على بروتوكول المصادقة بكلمة المرور في كلا المسألتين. لا يتطلب إصدار مايكروسوفت الخاص من هذا البروتوكول (MS-CHAP)، تهيئة الخادم والعميل المسبقة بكلمة المرور.